# Marta Costa
Marta Maria Freire da Costa (São Paulo, 30 de outubro de 1956), mais conhecida como Marta Costa, é uma administradora e política brasileira. Filiada ao Partido Social Democrático (PSD) e ligada a Assembleia de Deus, filha do pastor José Wellington Bezerra da Costa. 

## Biografia
Paulistana, casada com Luiz Costa Junior, é filha do Pastor José Wellington Bezerra da Costa e Wanda Freire da Costa.
Sua família veio do Ceará tentar a vida em São Paulo onde se tornaram comerciantes, até que seu pai deixou tudo para se dedicar à religiosidade.
Marta é formada em Letras e Administração de empresas. 

### Política
Iniciou sua vida pública como vereadora da cidade de São Paulo e permaneceu por três mandatos. Chegou a ser suplente do Senador Aloysio Nunes. Durante seus mandatos como vereadora foi presidente de diversas comissões, teve diversos projetos de lei transformados em lei na capital e foi a primeira mulher a ocupar o cargo de vice-presidente na mesa diretora da Câmara Municipal de São Paulo.
Foi eleita para seu primeiro mandato como deputada estadual por São Paulo nas eleições estaduais de 2014 e reeleita em 2018. 
Na eleição municipal de São Paulo em 2020 foi candidata à vice-prefeita juntamente com Andrea Matarazzo.

#### Projeto de Lei Estadual no. 504/2020
Marta Costa, enquanto deputada estadual por São Paulo, elaborou o PL 504/2020, que proíbe publicidade, através de qualquer veículo de comunicação e mídia de material que contenha alusão a preferências sexuais e movimentos sobre diversidade sexual relacionados a crianças no Estado. O PL, de orientação socialmente conservadora, foi recebido com notas de repúdio por parte de entidades de apoio à educação sexual inclusiva e considerada homofóbica e antipedagógica. O PL alega que "o uso indiscriminado de imagens de crianças neste contexto traria desconforto à inúmeras familias", no entanto também inviabilizaria propagandas que expoem a realidade da diversidade familiar já existente no seio da sociedade brasileira, bem como a abordagem pedagógica de inclusão destas.